# Abraham Assefa
Abraham Assefa (9 dicembre 1972) è un ex mezzofondista e maratoneta etiope.

## Biografia
Nel 1990 ha partecipato ai Mondiali juniores, vincendo una medaglia d'argento nei 5000 m con il tempo di 13'44"53 e piazzandosi in quarta posizione nei 10000 m, ed ai Mondiali di corsa campestre, nei quali ha concluso in settima posizione la gara juniores, vincendo anche la medaglia d'argento a squadre. Sempre nel 1990 ha inoltre preso parte anche ai campionati africani, nei quali ha concluso in quinta posizione la gara dei 5000 m con il tempo di 13'40"19.
Nel 1991 ha partecipato nuovamente ai Mondiali di corsa campestre, conquistando un undicesimo posto nella gara juniores ed una medaglia d'argento a squadre. L'anno seguente ha invece gareggiato nella gara seniores, concludendola in centosettesima posizione. Nel 1993 si è invece piazzato in diciannovesima posizione, vincendo anche una medaglia d'argento a squadre.
Nel 1994 ha vinto una medaglia di bronzo agli IAAF World Road Relay Championships.
Tra il 1996 ed il 1998 ha poi partecipato a tre ulteriori edizioni consecutive dei Mondiali di corsa campestre, piazzandosi rispettivamente in undicesima, ventitreesima e ventiquattresima posizione, e vincendo nell'ordine due bronzi ed un argento a squadre.
Nel 1996 ha inoltre partecipato ai Giochi olimpici di Atlanta, venendo eliminato nella batteria dei 10000 m con il tempo di 28'32"24. Nel 1997 ha invece partecipato anche ai Mondiali di mezza maratona, conclusi con un settimo posto col tempo di 1h00'52" e con una medaglia di bronzo a squadre.

## Palmarès
| Anno | Manifestazione             | Sede              | Evento         | Risultato | Prestazione | Note |
| ---- | -------------------------- | ----------------- | -------------- | --------- | ----------- | ---- |
| 1990 | Mondiali di cross          | Aix-les-Bains     | Corsa juniores | 7º        | 22'58"      |      |
| 1990 | Mondiali di cross          | Aix-les-Bains     | A squadre      | Argento   | 27 p.       |      |
| 1990 | Mondiali juniores          | Plovdiv           | 5000 m piani   | Argento   | 13'44"53    |      |
| 1990 | Mondiali juniores          | Plovdiv           | 10000 m piani  | 4º        | 28'43"22    |      |
| 1990 | Campionati africani        | Il Cairo          | 5000 m piani   | 5º        | 13'40"19    |      |
| 1991 | Mondiali di cross          | Anversa           | Corsa juniores | 11º       | 24'29"      |      |
| 1991 | Mondiali di cross          | Anversa           | A squadre      | Argento   | 26 p.       |      |
| 1992 | Mondiali di cross          | Boston            | Corsa seniores | 107º      | 39'08"      |      |
| 1992 | Mondiali di cross          | Boston            | A squadre      | 10º       | 425 p.      |      |
| 1993 | Mondiali di cross          | Amorebieta-Etxano | Corsa seniores | 19º       | 33'59"      |      |
| 1993 | Mondiali di cross          | Amorebieta-Etxano | A squadre      | Argento   | 82 p.       |      |
| 1996 | Mondiali di cross          | Stellenbosch      | Corsa seniores | 11º       | 34'55"      |      |
| 1996 | Mondiali di cross          | Stellenbosch      | A squadre      | Bronzo    | 107 p.      |      |
| 1996 | Giochi olimpici            | Atlanta           | 10000 m piani  | Batteria  | 28'32"24    |      |
| 1997 | Mondiali di cross          | Torino            | Corsa seniores | 23º       | 36'40"      |      |
| 1997 | Mondiali di cross          | Torino            | A squadre      | Bronzo    | 125 p.      |      |
| 1997 | Mondiali di mezza maratona | Košice            | Individuale    | 7º        | 1h00'52"    |      |
| 1997 | Mondiali di mezza maratona | Košice            | A squadre      | Bronzo    | 3h03'46"    |      |
| 1998 | Mondiali di cross          | Marrakech         | Corsa lunga    | 24º       | 35'35"      |      |
| 1998 | Mondiali di cross          | Marrakech         | A squadre      | Argento   | 57 p.       |      |

## Altre competizioni internazionali
1994
- Argento al Chiba International Crosscountry ( Chiba) - 35'35"

1995
- 13º alla Maratona di Reims ( Reims) - 2h16'34"
- 5º alla 20 km di Parigi ( Parigi) - 1h00'11"

1996
- 14º alla 20 km di Parigi ( Parigi) - 1h00'44"
- Bronzo alla Parigi-Versailles ( Parigi), 16,3 km - 48'22"
- 36º al ASLK/CGER Crosscountry ( Bruxelles) - 33'12"
- 12º al Cross RATP ( Parigi) - 23'08"

1997
- 6º alla Marseille-Cassis ( Marsiglia), 20,3 km - 1h02'20"
- 4º alla 20 km di Parigi ( Parigi) - 58'51"
- Oro alla São Silvestre de Luanda ( Luanda)

1998
- Argento alla Parigi-Versailles ( Parigi), 16,3 km - 47'46"

1999
- 4º alla Maratona di Mazatlán ( Mazatlán) - 2h20'29"
- Oro alla Mezza maratona di Guadalajara ( Guadalajara) - 1h03'01"
- 8º alla Utica Boilermaker ( Utica), 15 km - 43'43"
- Bronzo alla Bay to Breakers ( San Francisco), 12 km - 35'13"
- 8º alla Peachtree Road Race ( Atlanta) - 28'45"
- 8º alla Bolder Boulder ( Boulder) - 29'31"
- 4º alla Steamboat Classic ( Peoria), 4 miglia - 18'04"

2000
- 5º alla Maratona di New York ( New York) - 2h13'16"
- 20º alla Maratona di Boston ( Boston) - 2h18'22"
- 5º alla Mezza maratona di Guadalajara ( Guadalajara) - 1h04'08"
- 5º alla Richard S Caliguiri City of Pittsburgh Great Race ( Pittsburgh) - 28'17"
- 21º alla Bolder Boulder ( Boulder) - 31'08"
- Bronzo alla Steamboat Classic ( Peoria), 4 miglia - 18'28"
- 10º alla CVS Pharmacy Downtown ( Providence), 5 km - 14'02"

2001
- 51º alla Maratona di New York ( New York) - 2h28'19"
- 5º alla Maratona di Nagano ( Nagano) - 2h17'03"
- 6º alla Mezza maratona del Portogallo ( Lisbona) - 1h03'12"

2002
- 9º alla Padova Marathon ( Padova) - 2h25'41"
- Bronzo alla Maratona di Hartford ( Hartford) - 2h18'34"

2003
- 5º alla Maratona di Dubai ( Dubai) - 2h14'37"
- 18º alla Maratona di Nagano ( Nagano) - 2h26'32"
- 17º alla Mezza maratona di Virginia Beach ( Virginia Beach) - 1h05'02"

2004
- 4º alla Maratona di Beirut ( Beirut) - 2h20'57"
- 19º alla Bolder Boulder ( Boulder) - 31'06"

2005
- 26º alla Maratona di New York ( New York) - 2h25'32"
- Bronzo alla Maratona di Hartford ( Hartford) - 2h19'55"
- Oro alla NYRR Grand Prix- Manhattan ( New York) - 1h06'41"
- Oro alla Mezza maratona di Yonkers ( Yonkers) - 1h06'46"
- 10º alla Mezza maratona di Denver ( Denver) - 1h09'36"
- 14º alla Healthy Kidney 10 km ( New York) - 30'52"
- Bronzo alla 10 km di Shelter Island ( Shelter Island) - 30'56"
- Argento alla WABC Father's Day Fight Against Prostate Cancer ( New York), 5 miglia - 24'35"
- 4º al George Sheehan Classic ( Red Bank), 5 miglia - 24'46"
- 8º alla Syracuse Festival of Races ( Syracuse), 5 km - 14'35"

2007
- 9º alla Washington DC Masonic Veteran's Day ( Washington) - 31'55"